# Remco Olde Heuvel

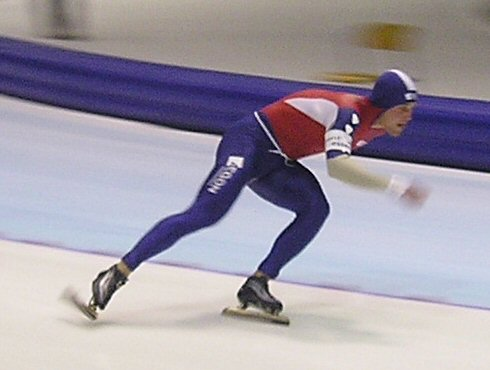
Olde Heuvel beim Weltcuprennen im November 2006 in Heerenveen

Remco Olde Heuvel (* 24. November 1983 in Losser) ist ein niederländischer Eisschnellläufer.
Remco Olde Heuvel startet für das niederländische Profiteam Team Telfort. Sein Bruder Wouter Olde Heuvel ist ebenfalls Eisschnellläufer. International ist er seit 2000 aktiv. 2002 startete er bei der Juniorenweltmeisterschaft in Klobenstein und gewann die Bronzemedaillen im Kleinen Vierkampf und beim Teamwettbewerb. Ein Jahr später gewann er im japanischen Kushiro Gold im Kleinen Vierkampf und erneut Bronze mit dem Team. Im November 2005 wurde Olde Heuvel erstmals im Weltcup eingesetzt. Bislang trat er dort ausschließlich auf der 1000-Meter-Strecke und im Teamwettbewerb an. Bei seinem ersten Einsatz in Calgary belegte er mit dem Team, zu dem auch Rintje Ritsma und Jochem Uytdehaage gehörten, den zweiten Platz. Zwei Wochen später wurde er in Milwaukee über 1000 Meter Zehnter und belegte damit eine erste Top-Platzierung auf einer Einzelstrecke. In Inzell gewann er im Dezember 2005 sein erstes Weltcuprennen.

## Eisschnelllauf-Weltcup-Platzierungen
| Platzierung | 100 m | 500 m | 1000 m | 1500 m | 5000/10000 m | Team |
| ----------- | ----- | ----- | ------ | ------ | ------------ | ---- |
| 1. Platz    |       |       | 1      |        |              |      |
| 2. Platz    |       |       |        |        |              | 1    |
| 3. Platz    |       |       |        |        |              | 1    |
| Top 10      |       |       | 4      |        |              | 3    |

(Stand: 11. November 2007)